# マーキュリー・グランドマーキー
グランド マーキー（Grand Marquis）は、フォードが製造、マーキュリーブランドで販売していた自動車である。

## 初代（1979年–1991年）
「マーキー」の名は、1967年から1968年まで6代目モントレーの2ドアハードトップで「グランド・マーキー・パッケージ」として使われ、1975年には「マーキー」と「マーキー・ブロアム」の1バージョンに格上げされた。
その後、1979年に「マーキュリー・マーキー」として独立した車名での販売が開始された。同じパンサー・プラットフォームを使用するフォードの最上級車種であるLTD（en:Ford LTD (Americas)）のさらに上級版のマーキュリーバージョンとして位置づけられ、また同時にマーキュリー・ディビジョンの最高級車種となった。
グレードはベースとなるマーキーと、上級版のブロアム、そして1983年にマーキーの名が下位モデルにそのまま移された後にモデルネームとなった最上級のグランドマーキー、そしてステーションワゴンのコロニーパークの計4グレードが用意された。なお1983年以降はグランドマーキーがベースグレードとなり、その上に最上級グレードとしてLSが用意されることとなり、1987年以降はベースグレードとしてGSが用意されることとなった。
ボディバリエーションは4ドアセダン、5ドアステーションワゴンのコロニーパーク、2ドアクーペの3タイプで、乗車定員は車体形状によって異なり、セダンとクーペはフロントベンチシートの6人、ワゴンはそれに荷室の補助席を加えた8人である。メキシコではディーラーオプションとしてストレッチ・リムジンも用意された。当時の他のフルサイズのアメリカ車同様に、アメリカ国内市場およびメキシコ、カナダ市場が優先されたため、左ハンドル仕様のみ製造された。
シャシはペリメーターフレーム、サスペンションは、前輪がダブルウィッシュボーン+コイルスプリングの独立懸架、後輪が4リンク+コイルスプリングの車軸懸架である。駆動方式はFRで、エンジンは5.0リッターと5.8Lが用意され、1981年に4.2Lが追加された。なお、1982年以降は5.8Lはパトカー専用となった。トランスミッションはコラムシフトの4速ATのみである。
1988年にフェイスリフトやバンパー形式の変更などを中心としたマイナーチェンジが行われ、同時に販売が低迷していた2ドアクーペが廃止された。1990年にはエアバッグが標準装備された。
モデルライフを通じて年間10万台から15万台を売り上げるヒット作となったこともあり、1回のマイナーチェンジを挟んだのみで12年にわたり生産が続けられたが、1991年に生産を終了し、翌年に2代目へと移行した。生産はミズーリ州のセントルイス工場、カナダのオンタリオ州のセント・トーマス工場、メキシコのエルモシージョ工場で行われ、日本やサウジアラビアなどへも輸出された。

## 2代目(1992年-1997年)
1992年に2代目が登場。パンサー・プラットフォームは初代を踏襲したものの、サスペンションのセッティングが変更されたほか、新たにV8のモジュール・エンジンを搭載し燃費効率を向上させた。セーブルやクーガー、トパーズなどの当時の他のマーキュリー・ディビジョンのモデルと同様に、空力を意識したデザインとなった。
初代と同じく、フォードの最上級車種であるクラウンビクトリアのマーキュリーバージョンとして、引き続きマーキュリー・ディビジョンの最高級車種に位置づけられた。
バリエーションは初代の販売台数のほとんどを占めていた4ドアセダンのみとなり、初代に設定された5ドアステーションワゴンのコロニーパークと2ドアクーペは廃止された。乗車定員は6人である。グレードはベースとなるグランド・マーキーと上級版のLSが用意され、メキシコでは初代に続いてディーラーオプションとしてストレッチ・リムジンも用意された。
エンジンは新たに燃費効率を向上させたV8OHVの4.6Lが用意された。トランスミッションはコラムシフトの4速ATのみ。初代モデルと同じく左ハンドル仕様のみの設定でえる。
1995年にフェイスリフトを中心としたマイナーチェンジが行われ、ダッシュボードを中心とした内装デザインが変更されたほか、新たに電子制御トランスミッションが搭載された。生産はカナダのオンタリオ州のセント・トーマス工場のみで行われた。1997年に販売終了し3代目へと移行した。

## 3代目(1997年-2003年)
1997年に3代目が登場。パワートレインや主なボディ外板は先代を踏襲し、内装のデザインとフロントマスクが主な変更点であり、事実上のビッグマイナーチェンジである。
最大のライバル車種であったシボレー・カプリスが1996年に生産中止となり、リンカーン・タウンカーやキャデラック・フリートウッドのような最高級車種を除くと、本車種と姉妹車のフォード・クラウンビクトリアが事実上最後のアメリカ製フルサイズFR車となった。

## 4代目(2003年-2010年)
2003年にフルモデルチェンジ。先代と同様、事実上のビッグマイナーチェンジである。内装が一部変更されたほか、外装ではフロントマスクやテールエンドのデザイン変更が行われた。
2005年にな装備の一部変更および追加が行われたほか、2007年には内装トリムの変更と装備を追加したパームビーチパッケージが販売された。
2011年にカナダ・オンタリオ州のセント・トーマス工場が閉鎖されることが発表された。さらに、2010年をもってマーキュリーブランドの廃止が決定したため、2011年1月4日7時46分にレンタカー会社向けのグランドマーキー・アルティメート・エディション（ホワイト）が、マーキュリーブランドの最終生産車としてセント・トーマス工場を離れ、生産を終了した。。